# فظ (حيوان)
الفظ (الاسم العلمي: Odobenus rosmarus) يعتبر أكبر حيوان في مجموعة الثدييات البحرية التي يطلق عليها زعنفيات الأقدام، والتي تتميز بقدرتها على الحياة في البحر وخارجه، حيث يتميز بجسم انسيابي وأربعة أطراف تنتهي بزعانف تمنحه مهارة وقوة في السباحة، كما يغطي جسمه طبقة كثيفة من الدهون تشكل عازلا للهواء، وتعمل على المحافظة على درجة حرارة الجسم حتى لو كان الحيوان في أعماق البحر.
يتراوح طول الفظ بين 2 و 4 أمتار في حين يصل وزنه حتى 1700 كيلوجرام، والذكر بصفة عامة أكبر حجما من الأنثى، يغطي جسمه شعر أو فراء كثيف يسقط ويتغير بصورة دورية في شهر يوليو من كل عام، حيث ينمو غيره مع أوائل الخريف، كما يعلو جسمه الضخم رأس صغير يخلو من الأذن الخارجية، حيث توجد الأذن داخل الجلد.
أهم ما يميز الفظ فمه العريض الذي يتدلى منه زوج من الأنياب العاجية الحادة، التي يصل طول كل منها لأكثر من مترين، لذلك يستخدمها الفظ كوسيلة للدفاع عن نفسه، وتساعده في تسلق الصخور الجليدية التي تنتشر على سواحل البحار الجليدية في شمال كندا، وسيبيريا، وآلاسكا التي تعد أكثر مناطق تواجده في العالم.

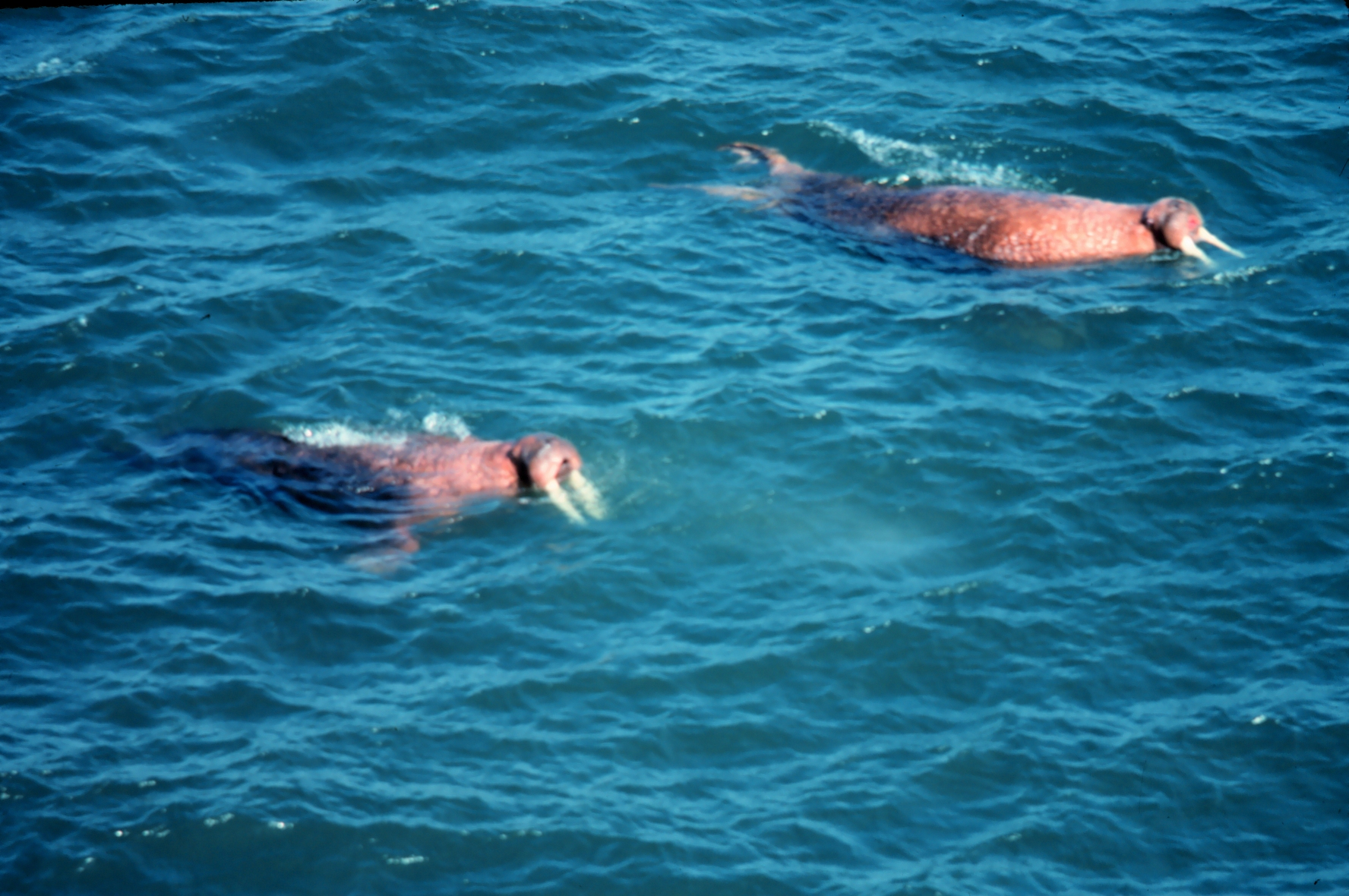
الفظ يسبح بمهارة

الفظ حيوانات اجتماعية تعيش مع بعضها البعض في مجموعات كبيرة جدا، يصل عدد أفرادها لأكثر من ألف فظ، ولهذا يمكن سماع خوار ذلك القطيع من مسافة مئات الأميال. الفظ حيوان رشيق جدا داخل الماء فقط، إذ تنقصه تلك البراعة في التحرك على اليابسة، ويمكنه السباحة بسرعة 35 كيلومتر في الساعة، كما يمتلك أكياسا هوائية حول رقبته تساعده في إبقاء رأسه فوق الماء حتى ولو كان نائما.
عادة ما تخرج أعداد كبيرة من إناث الفظ من البحر في الربيع أو الصيف للتزاوج والولادة على اليابسة في مكان يسمى ((المغادف)) عبارة عن تجمع يشمل عددا من الأعشاش المبنية بالقرب من بعضها البعض، على السواحل أو الصخور، وبعد عدة أشهر من الولادة تعود الفظظ إلى البحر مرة ثانية، وتستمر الأم في العناية بالصغار لمدة عامين كاملين.
الفظ حيوان لطيف غير عدواني إذا لم يتعرض لاعتداء أو هجوم من حيوان آخر، خاصة الدب القطبي الضخم الذي يعتبر العدو الأكثر خطورة على حياة الفظ. وعادة ما يقوم جميع أعضاء القطيع الواحد للدفاع عن أي فظ منها يتعرض لهجوم أو خطر يهدد حياته. يتعرض الفظ لخطر آخر يتمثل في محاولات الإنسان المستمرة لصيدة، للحصول على أنيابه العاجية القوية التي تباع بأسعار غالية جداً، والاستمتاع بمذاق لحمه ودهنه الوفير. ويتغذى الفظ على المحار والأصداف البحرية، حيث يغوص في الماء لعمق 300 قدم من أجل البحث عن طعامه.

## اُنظر أيضاً
- فقمة